# Arrondissement di Montauban
L'arrondissement di Montauban è una suddivisione amministrativa francese, situata nel dipartimento del Tarn e Garonna e nella regione dell'Occitania.

## Storia
Fu creato nel 1808 sulla base dei preesistenti distretti.

## Composizione
L'arrondissement di Montauban raggruppa 92 comuni in 18 cantoni:
- cantone di Caussade
- cantone di Caylus
- cantone di Grisolles
- cantone di Lafrançaise
- cantone di Molières
- cantone di Monclar-de-Quercy
- cantoni di Montauban, da 1 a 6
- cantone di Montech
- cantone di Montpezat-de-Quercy
- cantone di Nègrepelisse
- cantone di Saint-Antonin-Noble-Val
- cantone di Verdun-sur-Garonne
- cantone di Villebrumier